# Julio Racine
Julio Racine (* 4. Februar 1945 in Port-au-Prince) ist ein haitianischer Komponist und Flötist.
Racine hatte den ersten Flötenunterricht bei seinem Onkel Ulrick Delva, einem katholischen Priester, Flötisten und Organisten. Ab 1960 studierte er am Nationalkonservatorium Flöte bei Despestre Salnave sowie Klavier und Harmonielehre bei Solon Verret. Von 1970 bis 1974 studierte er an der University of Louisville Flöte bei Francis Fuge und Komposition bei Nelson Keyes. 
Nach seiner Rückkehr nach Haiti wurde er Professor für Flöte und Dirigent des Orchestre Philharmonique Sainte Trinité, mit dem er 1984 eine Tournee durch die USA unternahm. Gleich dem annähernd fünfzig Jahre älteren Werner A. Jaegerhuber greift Racine in seinen Kompositionen musikalische Traditionen des haitianischen Voodoo auf. Neben eigenen Kompositionen schuf er zahlreiche Arrangements haitianischer Volksmusik.

## Werke
- Tangente au Yanvalou für Flöte und Klavier
- Sonate Vodou Jazz für Flöte und Klavier
- String quartet no 1
- String quartet no 2
- Essais für Klavier
- Entr'act für Bläserquintett
- Fanfare für Bläserquintett
- Regards, Orchestersuite
- Agnus Dei für Chor

## Quelle
- AfriClassical - Julio Racine (b. 1945)

| Personendaten    | Personendaten                       |
| ---------------- | ----------------------------------- |
| NAME             | Racine, Julio                       |
| KURZBESCHREIBUNG | haitianischer Komponist und Flötist |
| GEBURTSDATUM     | 4. Februar 1945                     |
| GEBURTSORT       | Port-au-Prince                      |